# Hispaniola-Affe
Der Hispaniola-Affe (Antillothrix bernensis) ist eine ausgestorbene Primatenart der Insel Hispaniola. Sie hat zumindest bis 2000 vor Christus überlebt.
Subfossile Überreste dieser Art wurden im Osten der Dominikanischen Republik und im südwestlichen Haiti gefunden. Die Funde wurden auf ein Alter von 10.000 bis 4000 Jahren geschätzt. Ein fossiles Schienbein der Art, das in einer Unterwasserhöhle der dominikanischen Provinz La Altagracia wurde auf ein Alter von 1,32 (± 0,11) Millionen bestimmt und dehnt die Existenzdauer der Art auf über eine Million Jahre aus.
Zunächst wurde der Hispaniola-Affe für einen engen Verwandten der Totenkopf- oder der Kapuzineraffen gehalten, spätere Untersuchungen zeigten, dass die Ähnlichkeiten auf konvergenter Entwicklung beruhten. Details im Bau der Zähne belegen, dass der nächste Verwandte des Hispaniola-Affen der Kuba-Affe ist, beide Arten werden heute in die ausgestorbene Gruppe der Antillenaffen (Xenotrichini) eingeordnet.
Der genaue Zeitpunkt und die Ursachen des Aussterbens dieser Primaten sind unklar, sie dürfte aber in Zusammenhang mit der Besiedlung Hispaniolas durch die Indianer stehen.